# Beyond Appearances
Beyond Appearances je trinajsti studijski album skupine Santana, ki je izšel leta 1985.
Produkcija albuma je potekala sedem mesecev in je vključevala popolnoma spremenjeno zasedbo skupine, kot pri albumu Shangó, ki je izšel leta 1982. Album je bil posnet v stilu 80. let, vseboval je veliko sintetizatorjev in sekvencerje. Beyond Appearances ni bil komercialno uspešen, dosegel je samo 50. mesto lestvice Billboard 200. Singl »Say It Again« je dosegel 46. mesto lestvice Billboard Hot 100, na lestvici Mainstream Rock Tracks pa je dosegel 15. mesto.

## Seznam skladb

### Vinil
| Stran 1 | Stran 1           | Stran 1                                       | Stran 1 |
| Št.     | Naslov            | Pisec                                         | Dolžina |
| ------- | ----------------- | --------------------------------------------- | ------- |
| 1.      | „Breaking Out‟    | Alphonso Johnson, Alex Ligertwood             | 4:30    |
| 2.      | „Written in Sand‟ | Mitchell Froom, Jerry Stahl                   | 3:49    |
| 3.      | „How Long‟        | Robbie Patton                                 | 4:00    |
| 4.      | „Brotherhood‟     | Sancious, Carlos Santana, Chester D. Thompson | 2:26    |
| 5.      | „Spirit‟          | Johnson, Ligertwood, Raul Rekow               | 5:04    |

| Stran 2 | Stran 2                     | Stran 2                   | Stran 2 |
| Št.     | Naslov                      | Pisec                     | Dolžina |
| ------- | --------------------------- | ------------------------- | ------- |
| 1.      | „Say It Again‟              | Garay, Goldstein, Lapeau  | 3:27    |
| 2.      | „Who Loves You‟             | Santana, Thompson, Vilato | 4:06    |
| 3.      | „I'm the One Who Loves You‟ | Curtis Mayfield           | 3:17    |
| 4.      | „Touchdown Raiders‟         | Santana                   | 3:08    |
| 5.      | „Right Now‟                 | Ligertwood, Santana       | 5:58    |

### Zgoščenka
| Št. | Naslov                      | Pisec                       | Dolžina |
| --- | --------------------------- | --------------------------- | ------- |
| 1.  | „Breaking Out‟              | Johnson, Ligertwood         | 4:30    |
| 2.  | „Written in Sand‟           | Froom, Stahl                | 3:49    |
| 3.  | „Brotherhood‟               | Sancious, Santana, Thompson | 2:26    |
| 4.  | „Spirit‟                    | Johnson, Ligertwood, Rekow  | 5:04    |
| 5.  | „Right Now‟                 | Ligertwood, Santana         | 5:58    |
| 6.  | „Who Loves You‟             | Santana, Thompson, Vilato   | 4:06    |
| 7.  | „I'm the One Who Loves You‟ | Mayfield                    | 3:17    |
| 8.  | „Say It Again‟              | Garay, Goldstein, Lapeau    | 3:27    |
| 9.  | „Two Points of View‟        | Ligertwood, Santana         | 4:54    |
| 10. | „How Long‟                  | Patton                      | 4:00    |
| 11. | „Touchdown Raiders‟         | Santana                     | 3:08    |

## Osebje
- Carlos Santana – kitara, akustična 12-strunska kitara, vokali
- Alphonso Johnson – bas
- Chester D. Thompson – sintetizator, bas, klaviature, orgle
- David Sancious – ritem kitara, klaviature, sintetizator, kitara
- Chester Cortez Thompson – bobni, bas pedali
- Greg Walker – vokali
- Alex Ligertwood – ritem kitara, vokali, harmonija
- Bryan Garofalo – bas
- Steve Goldstein – sintentizator, klaviature
- Craig Krampf – bobni, DMX sekvencer
- Armando Peraza – bongos, tolkala, šejkerji, konge
- Orestes Vilato – zvonovi, timbales, tolkala, činele, woodblocks, vokali
- Mitchell Froom – sintetizator
- Raul Rekow – chekere, konge, šejkerji, vokali
- David Adelstein – sintetizator, DMX sekvencer, bas sintetizator
- John Woodhead – kitara
- Anthony LaPeau – spremljevalni vokali
- Craig Hull – kitara
- F. Bob Getter – kontrabas

## Produkcija
- »How Long« aranžma: Robbie Patton, David Adelstein
- »Say It Again« koproducent: Steve Goldstein
- Snemalca: Val Garay in Richard Bosworth
- Asistent: Duane Saykora
- Miks: Val Garay
- Asistent inženirja: Wayne Lewis
- »Right Now« miks: Jim Gaines